# Eucera hamata
Eucera hamata là một loài Hymenoptera trong họ Apidae. Loài này được Bradley mô tả khoa học năm 1942.